# Cheung Prey
Cheung Prey – dystrykt (srŏk) w środkowej Kambodży, w prowincji Kâmpóng Cham. Stanowi jeden z 16 dystryktów tworzących prowincję. W 1998 roku zamieszkiwany przez 74 859 mieszkańców.

## Podział administracyjny
W skład dystryktu wchodzi 10 gmin (khum):
- Khnaor Dambang
- Kouk Rovieng
- Phdau Chum
- Prey Char
- Pring Chrum
- Sampong Chey
- Sdaeung Chey
- Soutip
- Srama
- Trapeang Kor

## Kody
- kod HASC[2] (Hierarchical administrative subdivision codes) – KH.KM.CP
- kod NIS[2] (National Institute of Statistics district code) – 0303